# Anne Åkerblom
Anne Åkerblom (* 15. Oktober 1960 in Helsinki) ist eine ehemalige finnische Judoka. Sie war Europameisterschaftszweite 1985 und 1989.

## Sportliche Karriere
Anne Åkerblom kämpfte im Schwergewicht sowie in der offenen Klasse. 1980 sowie von 1982 bis 1987 gewann sie sieben finnische Meistertitel in der damals in Finnland höchsten Gewichtsklasse über 66 Kilogramm, von 1988 bis 1993 siegte sie sechsmal in der Gewichtsklasse über 72 Kilogramm.
Bei den Weltmeisterschaften 1984 belegte sie den siebten Platz. 1985 bei den Europameisterschaften in Landskrona bezwang sie im Halbfinale des Schwergewichts die Französin Florence Carlus und unterlag im Finale der Britin Sandra Bradshaw. In der offenen Klasse unterlag sie der Österreicherin Karin Posch im Achtelfinale und belegte letztlich den siebten Platz. Im Jahr darauf belegte sie bei den Europameisterschaften in London zweimal den siebten Platz.
1989 trat Anne Åkerblom auch bei den Europameisterschaften in Helsinki in beiden Gewichtsklassen an. Im Schwergewicht bezwang sie im Halbfinale die Italienerin Maria Teresa Motta und verlor das Finale gegen die Niederländerin Angelique Seriese. In der offenen Klasse schied Åkerblom frühzeitig aus. Bei den Weltmeisterschaften 1989 verlor sie im Achtelfinale des Schwergewichts gegen die Russin Swetlana Gundarenko und im Achtelfinale der offenen Klasse gegen die Französin Nathalie Lupino.
Bei den Europameisterschaften 1990 und 1991 konnte sich Anne Åkerblom nicht unter den besten acht Kämpferinnen platzieren. Bei den Weltmeisterschaften 1991 war sie Siebte in der offenen Klasse. 1992 bei den Europameisterschaften in Paris verlor sie im Achtelfinale des Schwergewichts gegen Maria Teresa Motta, kämpfte sich aber in der Hoffnungsrunde bis zum Kampf um eine Bronzemedaille vor. Nach ihrer Niederlage gegen die Polin Renata Szał belegte sie den fünften Platz. Bei der olympischen Premiere des Frauenjudo beim olympischen Turnier 1992 in Barcelona schied Åkerblom in ihrem Auftaktkampf gegen die Polin Beata Maksymow mit einer kleinen Wertung (yuko) aus. Im Jahr darauf bei den Europameisterschaften in Athen verlor sie im Halbfinale des Schwergewichts gegen Swetlana Gundarenko, im Kampf um Bronze unterlag sie Beata Maksymow. Bei den Weltmeisterschaften 1993 trat sie noch einmal in beiden Gewichtsklassen an, schied aber jeweils früh aus.